# Leszek Zasztowt
Leszek Zasztowt (ur. 25 lutego 1953 w Olsztynie) – polski historyk.

## Życiorys
Ukończył XXXIX Liceum Ogólnokształcące im. Lotnictwa Polskiego w Warszawie, następnie studiował historię na Uniwersytecie Warszawskim. Od 1978 pracownik w Instytucie Historii Nauki PAN (wcześniej Instytut Historii Nauki, Oświaty i Techniki PAN; w latach 2007-2015 dyrektor Instytutu). Od 1998 pracownik Studium Europy Wschodniej Uniwersytetu Warszawskiego (od 2006 profesor UW; od 2009 profesor ,,belwederski"). Przewodniczący Rady Naukowej Archiwum Polskiej Akademii Nauk w Warszawie. Od 1991 sekretarz, a od 2010 prezes Komitetu Kasy im. Józefa Mianowskiego - Fundacji Popierania Nauki. Od 2002 członek korespondent, członek zwyczajny i sekretarz generalny w latach 2011-2020, a następnie wiceprezes (2020-2023) Towarzystwa Naukowego Warszawskiego. 27 listopada 2024 w czasie Zgromadzenia Ogólnego TNW został wyróżniony członkostwem honorowym. Jest członkiem Komisji Historii Nauki Polskiej Akademii Umiejętności, a także Komitetu Historii Nauki i Techniki PAN. Stypendysta Programu Fulbrighta na Uniwersytecie Kalifornijskim w Berkeley (1999/2000), stypendysta British Academy (1988). Wykładał gościnnie na uniwersytetach w Brnie (Czechy) i w Lund (Szwecja). Członek Collegium Invisibile.
Zajmuje się historią Europy Środkowo-Wschodniej i Rosji XIX-XX w.: dziejów politycznych, historii kultury, nauki i oświaty, procesów społecznych, narodowościowych i wyznaniowych. Odznaczony Złotym Krzyżem Zasługi w roku 2014. Syn doktora medycyny Janusza Zasztowta, brata Haliny Zasztowt-Sukiennickiej. Wnuk wileńskiego socjalisty inżyniera Aleksandra Zasztowta.

## Publikacje
- Under a Double Headed Eagle: Józef Mianowski: Biography of a Conservative. Wyd. 2024. Paderborn: Brill | Schöningh, 2024. ISBN 978-3-657-79472-0.
- Józef Mianowski. Biografia konserwatysty, Warszawa 2021
- Rok 1918. Odrodzona Polska i Sowiecka Rosja w nowej Europie, redakcja: L. Zasztowt, J. Szumski, Warszawa 2019, t.I: 489 s.; t. II: 402 s.
- Melting Puzzle. The Nobility, Society, Education and Scholarly Life in East Central Europe (1800s-1900s), "Bibliotheca Europae Orientalis", vol. XLIX, studia 7, Warsaw 2018, 367 p.
- L. Zasztowt, J. Schiller-Walicka (red.), Historia nauki polskiej, T. X, 1944-1989, Warszawa 2015, część 1 -  Warunki rozwoju nauki polskiej, 448 s.; część 2 - Instytucje, 718 s.,  część 3 - Idee i polityka, 446 s.
- L. Zasztowt, P. Hübner, J. Piskurewicz, J. Soszyński, A History of the Józef Mianowski Fund, translated and edited by Jacek Soszyński, Warsaw 2013, 166 p.
- Akademie nauk, uniwersytety, organizacje nauki. Polsko-rosyjskie relacje w sferze nauki XVIII-XX w., red. L. Zasztowt, Warszawa 2013, 756 s.
- Kasa Mianowskiego 1881-2011, red. L. Zasztowt, Warszawa 2011, 468 s.
- East and West. History and Contemporary State of Eastern Studies, red. L. Zasztowt, J. Malicki, "Bibliotheca Europae Orientalis", vol. XXXIV, didactica 5, Warsaw 2009, 338 s.
- Europa Środkowo-Wschodnia a Rosja XIX-XX wieku. W kręgu edukacji i polityki, "Bibliotheca Europae Orientalis", T. XXVII, Studia 3, "Przegląd Wschodni", Wydawnictwo Retro-Art, Warszawa 2007 (druk 2008), 561 s.
- Instytut Historii Nauki Polskiej Akademii Nauk w latach 1953-2003. Księga jubileuszowa z okazji pięćdziesięciolecia działalności, red. L. Zasztowt, J. Schiller, Instytut Historii Nauki PAN, Warszawa 2004 (druk 2005), 508 s.
- Kresy 1832-1864. Szkolnictwo na ziemiach litewskich i ruskich dawnej Rzeczypospolitej. Towarzystwo Naukowe Warszawskie, Instytut Historii Nauki PAN, Warszawa 1997, 456+16 s. nlb+2 mapy.
- L. Zasztowt, P. Hübner, J. Piskurewicz, Kasa im. Józefa Mianowskiego – Fundacja Popierania Nauki 1881-1991, nakładem Kasy Mianowskiego, Warszawa 1992, 70 s.
- Popularyzacja nauki w Królestwie Polskim 1864-1905, Ossolineum, Wrocław 1989, 278 s.